# Chapelle du tsarévitch Nicolas Alexandrovitch de Nice
La chapelle du tsarévitch Nicolas Alexandrovitch est une chapelle orthodoxe située à Nice, en France.

## Localisation
La chapelle est située dans le département français des Alpes-Maritimes, sur la commune de Nice, à côté de la cathédrale orthodoxe russe Saint-Nicolas.

## Historique

### Les Russes à Nice
La première mention d'un Russe dans le comté de Nice remonte à 1770. Le prince Alexeï Orlov, commandant de la flotte russe se dirigeant vers les eaux turques, fait une escale dans la rade de Villefranche. Le même Orlov est de retour à Nice en 1781 pour soigner la santé de son épouse.
Dès cette première mention s'est marquée les deux causes de la présence des Russes dans le comté de Nice jusqu'en 1914 : l'utilisation de la rade de Villefranche par la marine russe et un lieu de villégiature agréable et propice à la santé.
Les guerres de la Révolution et de l'Empire arrêtent toutes les visites à Nice ainsi que les troubles dus aux décabristes. On note que le grand-duc Michel loge à l'hôtel d'York en 1837 et que Nicolas Gogol arrive à Nice, le 2 décembre 1843.
Pour s'assurer l'appui de Napoléon III sur la question italienne, Victor-Emmanuel II, roi de Sardaigne, décide de faire participer le royaume sarde à la coalition qui fait la guerre de Crimée contre la Russie. Le traité de Paris interdit à la flotte russe de la mer Noire de franchir le détroit des Dardanelles lui interdisant d'entrer en Méditerranée. Pour détourner cette interdiction et permettre à la flotte russe basée à Kronstadt de naviguer en Méditerranée il lui fallait une base de ravitaillement. Un accord pour l'utilisation par la flotte russe des installations de Villefranche est passé entre le tsar et le roi de Sardaigne à partir du printemps 1857 malgré les protestations de l'Angleterre. Cette installation militaire va profiter à la connaissance de Nice par l'aristocratie russe. L'annexion du comté de Nice par la France, en 1860, n'a pas modifié ces accords d'utilisation des installations de Villefranche par la flotte russe jusqu'à la Révolution d'Octobre.
L'accord entre le tsar et le roi de Sardaigne a été préparé par la visite à Nice de l'impératrice Alexandra Féodorovna, veuve du tsar Nicolas Ier. Elle arrive dans la rade de Villefranche, le 26 octobre 1856 à bord de la frégate «Carlo Alberto». Le 11 novembre, la corvette russe «Olaff» mouille à Villefranche avec les servants de la chapelle impériale. Elle loge dans la villa Avigdor située à l'extrémité ouest du "chemin des Anglais" qui n'est pas encore la promenade du même nom, à côté de la villa Furtado-Heine. Le roi Victor-Emmanuel II lui rend visite le 21 janvier 1857. En février, elle s'installe dans la villa De Orestis où elle reçoit une délégation de la colonie russe et accepte de donner son patronage au comité pour la construction de l'église russe. Elle quitte Nice le 22 avril 1857. 
Sa belle-sœur, Hélène Pavlovna, qui l'accompagne habite à la villa Bermond. Elle revient en mai de l'année suivante villa Bermond et passe une partie de ses journées à la baignade en mer. L'impératrice douairière revient à Nice en novembre 1859, malade et très affaiblie, et s'établit villa De Orestis puis chez sa belle-sœur. La présence de la famille impériale russe à Nice va attirer de nombreux russes.

### Visite du tsar Alexandre II et mort du tsarévitch

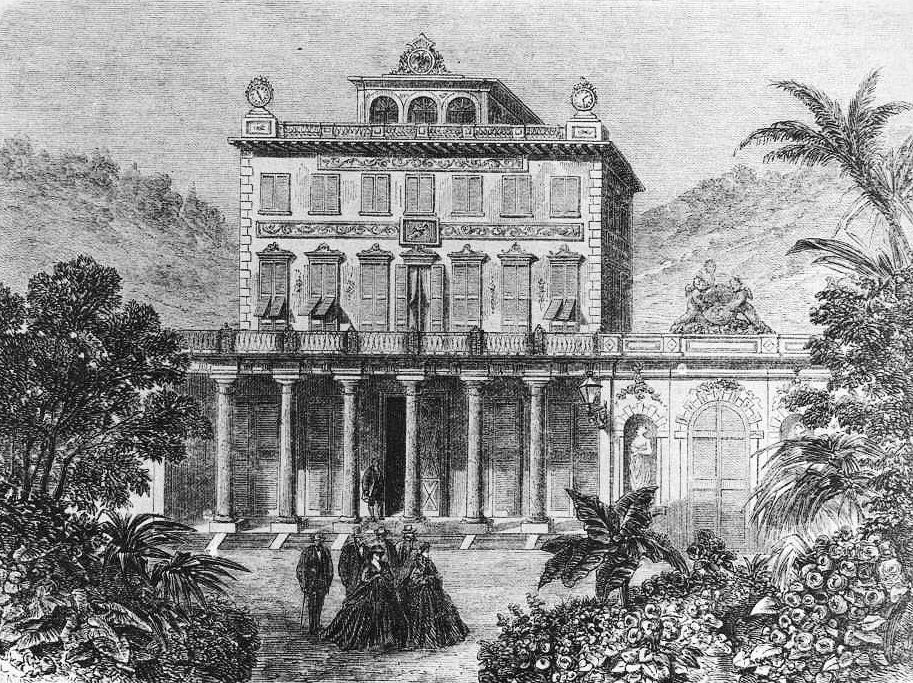
Gravure de la villa Peillon, vers 1870

Pour discuter d'un rapprochement entre la France et la Russie, le tsar Alexandre II arrive à Villefranche, le 21 octobre 1864 avec son épouse Maria Alexandrovna. Le tsar et Napoléon III qui, pour l'occasion, a utilisé le nouveau tronçon de ligne de chemin de fer qui venait de s'ouvrir jusqu'à Nice, se rencontrent à la villa Peillon de Nice, le 28 octobre 1864.
Le tsarévitch Nicolas Alexandrovitch, déjà malade, arrive à Nice pour retrouver ses parents le 13 novembre 1864. Puis il part faire un voyage en Italie à la fin du mois, mais sa maladie se développe, l'obligeant à revenir à Nice où séjourne la famille impériale russe. Les médecins finirent par admettre qu'il était atteint de tuberculose osseuse touchant les vertèbres et méningite. L'infection se propage aux méninges, causant une méningite dont il décèdera le 24 avril 1865 à la villa Bermond.

### Construction de la chapelle du tsarévitch
Le tsar Alexandre II décide de construire un monument commémoratif à l'endroit où est mort son fils aîné. Il achète la propriété Bermond.
Mécontent des projets qui lui sont proposés, Alexandre II demande à David Ivanovitch Grimm, professeur à l'Académie des Beaux-Arts de Saint-Petersbourg, de faire les plans de la chapelle en s'inspirant de l'église qu'il venait de construire à Kherson.
La maison Bermond est démolie pour construire la chapelle à l'emplacement de la chambre du tsarévitch.
La première pierre de la chapelle est posée le 2 mars 1867. L'inauguration de la chapelle a lieu le 25 mars 1868 en présence du nouveau tsarévitch, Alexandre.
L'édifice est classé au titre des monuments historiques le 11 août 1987.